# مستقيم الأعداد
تم اختراع مستقيم الأعداد أو خط الأعداد من قبل جون واليس وهو مستقيم أحادي البعد تمثل عليه الأعداد الحقيقية كعلامات خاصة موزعة بالتساوي على المستقيم.
على الرغم أن الصورة الموضحة تظهر الأعداد من -9 إلى 9 فقط إلا أن المستقيم يحتوي جميع الأعداد الحقيقية ممتداً إلى اللانهاية في الطرفين.
يستخدم هذا المستقيم للمساعدة في تعليم عمليات الجمع والطرح وخاصة عندما يتعلق الأمر بالأعداد السالبة.
يقسم المستقيم إلى قسمين متناظرين حول مبدأه حيث يكون رقم الصفر.

## معرض صور